# Министарства Уједињеног Краљевства
Министарства Уједињеног Краљевства (енгл. Departments of the United Kingdom) највиши су органи државне управе којима руководе државни секретари или други министри.
Министарства се најчешће дословно називају департмани (енгл. Departments). У пракси постоји подјела на министарске департмане (енгл. Ministerial Departments) и неминистарске департмане (енгл. Non-Ministerial Departments).

## Државни секретари
У британској влади постоје три категорије краљевских министара: државни секретари, државни министри и парламентарни секретари. Државни секретар је назив за министре који стоје на челу важнијих министарстава односно за министре који су чланови Кабинета („кабинетски министри”).
Нижи министри од државних секретара су познати као млађи министри (енгл. junior ministers), а то су државни министри и парламентарни секретари. Они су само изузетно чланови Кабинета.
Садашња британска влада има премијера, 22 кабинетска министра и 100 осталих министара.
Највиши државни службеник министарства се назива стални секретар (енгл. Permanent Secretary). Министарствима су потчињене извршне агенције које имају одређен степен аутономије. Неминистарски департмани се баве неполитичким питањима те стога на њиховом челу стоје државни службеници односно стални секретари.

## Министарски департмани
Најважнији министарски департмани су:
- Главно тужилаштво (енгл. Attorney General's Office);
- Канцеларија Кабинета (енгл. Cabinet Office);[в]
- Министарство за образовање (енгл. Department for Education);
- Министарство за саобраћај (енгл. Department for Transport);
- Министарство здравља и социјалне заштите (енгл. Department of Health and Social Care);
- Форин офис (енгл. Foreign, Commonwealth and Development Office);[г]
- Трезор Њеног величанства;[д]
- Министарство унутрашњих послова (енгл. Home Office);
- Министарство одбране (енгл. Ministry of Defence);
- Министарство правде (енгл. Ministry of Justice);
- Канцеларија за Сјеверну Ирску (енгл. Northern Ireland Office);
- Главно тужилаштво за Шкотску;
- Канцеларија вође Дома комуна (енгл. Office of the Leader of the House of Commons);
- Канцеларија вође Дома лордова (енгл. Office of the Leader of the House of Lords);
- Канцеларија за Шкотску;
- Канцеларија за Велс (енгл. Wales Office).

## Неминистарски департмани
Неки од неминистарских департмана су:
- Добротворна комисија за Енглеску и Велс (енгл. Charity Commission for England and Wales);
- Краљевска тужилачка служба (енгл. Crown Prosecution Service);
- Агенција за стандарде хране (енгл. Food Standards Agency);
- Комисија за шумарство (енгл. Forestry Commission);
- Приходи и царине Њеног величанства;[ђ]
- Национални архив (енгл. The National Archives);
- Национална криминалистичка агенција (енгл. National Crime Agency);
- Канцеларија за пруге и путеве (енгл. Office of Rail and Road);
- Врховни суд Уједињеног Краљевства (енгл. Supreme Court of the United Kingdom)
- Управа за статистику Уједињеног Краљевства (енгл. UK Statistics Authority).